# Сражение при Ла-Фаворита
Сражение при Ла-Фаворита — последнее победоносное сражение французской Итальянской армии генерала Наполеона Бонапарта, окончательно покончившее с четвёртой и последней австрийской попыткой снять осаду Мантуи, произошедшее 16 января 1797 года во время Итальянской кампании 1796 - 97 г.г. в эпоху французских революционных войн.

## Перед сражением
В четвёртой операции по оказанию помощи осаждённой Мантуе участвовали две основные австрийские армии. Генерал Альвинци продвигался вниз по долине Адидже с основной армией, в то время как корпус под командованием фельдмаршал-лейтенанта Джованни Проверы продвигался к Мантуе с востока.
10 января обе австрийские армии были в движении. Провера разделил свои 17000 человек на два корпуса. Баялич был отправлен в Верону, а Провера повёл 8000 человек в сторону Леньяго.
Вскоре австрийский план начал рушиться. 12 января Баялич атаковал Верону и был отброшен у Сан-Микеле, потеряв 1500 – 2000 человек. Два дня спустя, 14 января, при Риволи, основные силы также были разбиты, и Альвинци был вынужден отступить с остатками своей армии.
Остался только Провера. 13 января он перебросил мост через Адидже в Аньяро, а на следующий день проскользнул мимо дивизии Ожеро. Когда Ожеро понял, что произошло, он напал на арьергард Проверы. Бой продолжался несколько часов. Ожеро перебил и захватил в плен охрану и сжёг понтоны. Но Провера обогнал его на один переход: блокада Мантуи была поставлена под угрозу.

## Ход сражения
15 января на рассвете авангард Гогенцоллерна появился у ворот Сан-Джорджо, кронверка крепости Мантуя. Зная, что этот кронверк прикрыт только простой циркумвалационной линией, он рассчитывал овладеть им врасплох. Миоллис, командовавший этим пунктом, выставил охранение только в сторону города. Он знал, что одна французская дивизия находится на Адидже, и полагал, что противник очень далеко. Но авангарду не удалось внезапно прорваться в Сан-Джорджо, так как его обстреляли картечью. Солдаты Миолиса заняли брустверы и завязали бой с подошедшими в полдень основными силами Проверы. 1500 человек оборонялись весь день и таким образом дали время прибыть подкреплениям, выступившим из Риволи. Провера при помощи лодки связался по озеру с Вурмзером и согласовал с ним свои действия на следующий день.
Бонапарт узнал о переправе Проверы через Адидже ещё 14 января, и после победы в битве при Риволи предоставил Массене, Мюрату и Жуберу заботы о преследовании Альвинци, а сам в тот же час выступил с четырьмя полубригадами к Мантуе, совершая форсированный марш, и к утру 16 января прибыл к северу от Ла-Фаворита. Бонапарт расположил четыре полубригады генерала Виктора между Ла-Фаворита и Сан-Джорджо, чтобы помешать соединению гарнизона Мантуи с армией Проверы, подошедшей на выручку.
16 января на рассвете Вурмзер с гарнизоном сделал вылазку и вытеснил одну из бригад Серюрье под командованием Дюма из Сан-Антонио непосредственно к северу от Мантуи, но полубригады Виктора сумели удержать его у Ла-Фаворита. Провера, выступивший против Ла-Фавориты, был остановлен бригадой Рампона. Миоллис из Сан-Джорджо атаковал его тыл. В два часа пополудни, после того как гарнизон был отброшен в крепость, а с востока стала подходить дивизия Ожеро, Провера капитулировал и сложил оружие.

## Результаты
Много знамён, обозов, несколько артиллерийских парков и 5000 пленных, из них несколько генералов, попали в руки французов, тем самым было завершено фактическое уничтожение австрийских армий, участвовавших в четвёртой попытке прорвать осаду Мантуи.
В это же время арьергард, оставленный Провера на реке Молинелла, был атакован генералом Пуэном из дивизии Ожеро, разбит и взят в плен. Из корпуса Провера уцелели только 2000 человек, оставшихся по ту сторону Адидже.
Две недели спустя Вурмзер, наконец, был вынужден сдаться, и осада Мантуи закончилась. Французские войска могли начать наступление на север, пересечь Альпы и попасть в Австрию.